# Дешева книжка (видавництво)
Дешева Книжка — видавництво, осередок допомоги масовій освіті у Львові в 1935—1939 роках. Перший видавець — Е. Круківський, з 1936 року — Володимир Кунанець.
Видавало популярні історичні й політичні брошури (тираж 9 — 15 000), місячник (з 9 числа — двотижневик) «Самоосвітник» (1936-1939, тираж 18 — 22 000), місячник «Молодняк» (1937—1939), серію «Нова Сцена» (1937—1938, ред. В. Ковальчук), пропагандивну газету «Геть з большевизмом» (1938, ред. Іван Мітрінґа), місячник «Малі друзі» (1936—1937), «Календарі молодого українця» та ін.
У різні роки за редакцію відповідали: Е. Круківський, В. Сидорак, Є. Мельник, Р. Паладійчук, П. Букало.
Графіка обкладинок — переважно Роман Чорній (1905—1940).
Керівники видавництва були членами ОУН, але Крайова екзекутива ОУН в певний момент почала негативно ставитися до концерну, бо видавець і редактори не координували з нею свою діяльність. Тому, за твердженням п. Мірчука, мережа ОУН отримала наказ бойкотувати згадані видання. На думку І. Сварника, це твердження суперечить фактам: «Дешева Книжка», «Молодняк» і «Орленя» виходили до 1939 року, а останнє число «Самоосвітника» побачило світ у серпні 1939 року, тобто безпосередньо перед анексією Галичини Радянським Союзом. Конфлікт між Крайовою Екзекутивою ОУН і керівниками концерну «Дешева Книжка» насправді мав за собою ідеологічну суперечку між С. Бандерою та І. Мітрінґою. Останній прагнув до демократизації ОУН і висунув ідеї, згодом втілені в життя у формах УГВР і АБН. Кунанець і Мітрінґа близько зійшлися в Березі Картузькій, де були ув'язнені разом протягом року.

## Окремі видання
- Корбут, Сидір. Тарас Шевченко (Електронна копія)/написав Сидір Корбут. — Львів : Дешева книжка. — Ч. 5, рік III, 1937. — 36 с. [Архівовано 20 квітня 2021 у Wayback Machine.]
- Ве-Коу. Країна вишні й меча. — Львів : Дешева книжка. — Число 21. 15 листопада 1937. — 36 с. [Архівовано 19 лютого 2020 у Wayback Machine.]
- Святослав Боярич. Мусоліні. — Львів : Дешева книжка. — Ч. 13-14, рік IV, 1938. — 36 с.